# 富兰克林·德拉诺·罗斯福大桥
富兰克林·德拉诺·罗斯福大桥（英語：Franklin Delano Roosevelt Bridge）是一座国际桥梁，连接美国缅因州卢贝克的缅因州国道189和加拿大新不伦瑞克省的坎波贝洛岛。桥梁的名字来源于前美国总统富兰克林·德拉诺·罗斯福，罗斯福在岛上的夏季别墅被改为纪念馆。大桥是唯一连接北美大陆的道路，岛上有连接新不伦瑞克省四通八达的轮渡。

## 历史
1958年，加拿大政府通过坎波贝洛 － 卢贝克桥梁建设可行性报告。经过几年的建设，桥梁于1962年通车，其正式通车时间在1962年8月15日。